# Zbigniew Kozłowski (piłkarz)
Zbigniew Kozłowski (ur. 19 kwietnia 1954 w Szczecinie, zm. 9 kwietnia 2020 tamże) – polski piłkarz grający na pozycji obrońcy, przez niemal całą karierę związany z Pogonią Szczecin, trener.

## Kariera piłkarska
Pierwsze ligowe występy w szczecińskim klubie zanotował w sierpniu 1968 w zespole trampkarzy starszych. W kolejnych latach rywalizował też w kategoriach juniorskich, a debiut w grającej w ekstraklasie pierwszej drużynie zaliczył 28 sierpnia 1973 w domowym spotkaniu ze Stalą Mielec (0:2). Wkrótce został podstawowym stoperem "Portowców". W latach 1973–1977 i 1981–1983 wystąpił w 178 spotkaniach I ligi, w których zdobył cztery gole. Brał też udział w grach o Puchar Polski, w którym Pogoń dwukrotnie dochodziła do finału rozgrywek (w sezonie 1980/81 przegrała po dogrywce z Legią Warszawa 0:1, a rok później w takim samym stosunku z Lechem Poznań), Pucharu Ligi oraz europejskiego Pucharu Intertoto. W latach 1979–1981 jego zespół występował na drugim szczeblu krajowym. Barwy Pogoni reprezentować miał w 268 oficjalnych grach. Przez całą swoją karierę ani razu nie został upomniany żółtą kartką.
W październiku 1976 został powołany przez selekcjonera reprezentacji Polski Jacka Gmocha na wyjazdowy mecz eliminacji mistrzostw świata 1978 z Portugalią w Porto (2:0). Znalazł się w kadrze meczowej, jednak nie został wpisany do protokołu sędziowskiego.
W grudniu 1977, podczas wyjazdowego meczu z ŁKS Łódź (0:0) doznał skomplikowanego urazu nogi, który wyłączył go z gry do końca sezonu 1978/79.
W latach 1984–1987 był zawodnikiem szwedzkiego klubu Kinna IF. Po zakończeniu kariery związany był ze Stowarzyszeniem Oldbojów Pogoni Szczecin im. Floriana Krygiera. Po raz ostatni w oficjalnym meczu piłkarskim wystąpił 20 maja 2007 goszcząc w składzie Pogoni Szczecin Nowej w pierwszej połowie spotkania klasy B z Derbami Ulikowo (12:0), w którym zdobył jedną z bramek skutecznie egzekwując rzut karny.

## Kariera trenerska
W latach 1991–1995 pracował jako asystent kilku kolejnych trenerów szczecińskiej Pogoni, ponadto w latach 1994–1996 prowadził zespół rezerw w tym klubie.
W rundzie jesiennej drugoligowego sezonu 1997/98 szkolił piłkarzy Chemika Police, który wiosną spadł do III ligi. Od sierpnia 1999 do marca 2000 pracował w Odrze Szczecin, która również została zdegradowana na trzeci poziom rozgrywkowy.
Trzykrotnie obejmował zespół Błękitnych Stargard Szczeciński. W okresie od lata 2001 do końca 2002 jego piłkarzom udało się awansować do III ligi i prowadzić w jej tabeli na półmetku rozgrywek 2002/03. Na stanowisko wrócił w maju 2003 i skutecznie dokończył walkę o awans na zaplecze ekstraklasy. Wkrótce potem ponownie odszedł z klubu. Po raz ostatni pracował w nim w latach 2005–2006, gdy występował on w IV lidze.
Latem 2003 krótko prowadził treningi Pogoni Szczecin Nowej, która miała zastąpić na poziomie IV ligi funkcjonujący dotychczas w ramach sportowej spółki akcyjnej klub Pogoń Szczecin po jego spadku z ekstraklasy i nieotrzymaniu drugoligowej licencji. Jesienią 2003 najpierw przez niecały miesiąc pracował w czwartoligowej Redzie-Meridzie Trzebiatów, a następnie w trzecioligowej Zorzy Dobrzany, która podczas przerwy zimowej wycofała się z rozgrywek. Od kwietnia 2004 przez kilka miesięcy prowadził trzecioligową Polonię Słubice.
Parokrotnie znajdował zatrudnienie w klubie Iskierka Śmierdnica (2004–2005, 2007–2008, 2009, 2013). W 2008 jego zespół po barażach uzyskał promocję z klasy okręgowej do tytularnej V ligi, choć po reorganizacji systemu rozgrywkowego nadal był to szósty szczebel w krajowej hierarchii, z kolei jesienią 2009 przyczynił się do spadku Iskierki do klasy okręgowej pół roku później.
Na początku 2006 objął posadę w Sokole Pyrzyce, z którym wygrał rozgrywki V ligi, mając tym samym udział w awansie na wyższy szczebel, choć odszedł z klubu jeszcze przed końcem sezonu. Na niższym poziomie rozgrywkowym prowadził ten zespół również w sezonie 2010/11. W rozgrywkach czwartego (sezon 2006/07) oraz szóstego poziomu (sezon 2008/09) dowodził Arkonią Szczecin. Za pierwszym razem zespół spadł klasę niżej.
Latem 2010 jego nazwisko znalazło się na liście szkoleniowców Błękitnych Orneta (piąty poziom rozgrywkowy).

## Życie prywatne
Zmarł w szpitalu przy ul. Jagiellońskiej w Szczecinie z powodu wylewu w wieku 65 lat.

## Statystyki klubowe
| Klub                | Sezon              | Liga               | Liga  | Liga   | Puchar | Puchar | Inne  | Inne   | Suma  | Suma   |
| Klub                | Sezon              | Liga               | Mecze | Bramki | Mecze  | Bramki | Mecze | Bramki | Mecze | Bramki |
| ------------------- | ------------------ | ------------------ | ----- | ------ | ------ | ------ | ----- | ------ | ----- | ------ |
| Pogoń Szczecin      | 1973/1974          | I liga             | 13    | 0      |        | 0      | —     | —      | 13    | 0      |
| Pogoń Szczecin      | 1974/1975          | I liga             | 28    | 2      |        | 0      | —     | —      | 28    | 2      |
| Pogoń Szczecin      | 1975/1976          | I liga             | 30    | 0      |        | 0      | —     | —      | 30    | 0      |
| Pogoń Szczecin      | 1976/1977          | I liga             | 28    | 1      |        | 0      | [ b ] |        | 31    | 1      |
| Pogoń Szczecin      | 1977/1978          | I liga             | 16    | 0      |        | 0      | [ c ] |        | 16    | 0      |
| Pogoń Szczecin      | 1978/1979          | I liga             | 0     | 0      | 0      | 0      | —     | —      | 0     | 0      |
| Pogoń Szczecin      | 1979/1980          | II liga            |       |        |        | 0      | —     | —      |       |        |
| Pogoń Szczecin      | 1980/1981          | II liga            |       |        |        | 1      | —     | —      |       |        |
| Pogoń Szczecin      | 1981/1982          | I liga             | 30    | 0      |        | 2      | —     | —      | 30    | 0      |
| Pogoń Szczecin      | 1982/1983          | I liga             | 30    | 1      |        | 0      | [ d ] |        | 30    | 1      |
| Pogoń Szczecin      | 1983/1984          | I liga             | 3     | 0      |        | 0      | [ e ] |        | 3     | 0      |
| Pogoń Szczecin      | Ogólnie            | Ogólnie            | 178   | 4      |        | 3      | 3     | 0      | 181   | 7      |
| Pogoń Szczecin Nowa | 2006/2007          | Klasa B            | 1     | 1      | —      | —      | —     | —      | 1     | 1      |
| Ogólnie w karierze  | Ogólnie w karierze | Ogólnie w karierze | 179   | 5      |        | 3      | 3     | 0      | 182   | 8      |

## Sukcesy piłkarskie
Pogoń Szczecin
- I liga Trzecie miejsce: 1983/84
- Puchar Polski Finał: 1980/81, 1981/82
- Puchar Intertoto Zwycięstwo: 1977[f], 1983[g]
- II liga Mistrz i awans do I ligi: 1980/81[h]

Pogoń Szczecin Nowa
- Klasa B (grupa Szczecin) Mistrz i awans do klasy A: 2006/07[i]